# Lorenzo Karletzky
Lorenzo Karletzky začetnik je jedne od najznačajnijih riječkih tiskara, prvi registrirani tiskar u Rijeci (Regii Gubernii totiusque litoralis Hungarici typographus). Bio je podrijetlom Čeh i pomoćnik velikog bečkog tiskara Giovannija Tommasa de Trattnera, kod kojega je izučavao zanat, a kasnije Giovannija Egera iz Ljubljane. Zahvaljujući usmenom dopuštenju riječkog kapetana (gradskoga poglavarstva) od 24. srpnja 1779., otvara tiskaru u Rijeci. Nakon zatvaranja glagoljske tiskare Šimuna Kožičića Benje 1531., bila je to prva latinična tiskara u Rijeci i jedina gradska u prvih četrdesetak godina djelovanja. Na početku rada nalazila se u prostorijama isusovačkoga sjemeništa, a kad je obitelj izgradila vlastitu kuću u novom dijelu grada (danas na Trgu Republike Hrvatske), preseljena je u nju. Prvo otisnuto djelo te tiskare bilo je Tassa medicamentorum. L. Karletzky tiska i libreta za opere, školske i trgovačke propise. Nakon njegove smrti tiskaru, pod imenom Stamperia Fratelli Karletzky (od 1819.), preuzimaju njegovi sinovi Antonio i Francesco. Iz te su tiskare tijekom velikog dijela stoljeća izašle mnoge publikacije, novine i periodika, među kojima L'Eco del Litorale Ungarico (1843. – 1846.), Studio e Lavoro (1876. – 1879.) i La rivista di Fiume (1885. – 1888.). Francesco Karletzky bio je urednik novina Studio e Lavoro, za koje je napisao mnoge članke, kao i za novine La Rivista di Fiume, kojima je bio direktor. Braća Karletzky morala su prepustiti mjesto modernijoj tiskari – Stabilimento Tipo-litografico di Fiume Emidia Mohovicha, koja će vladati tiskarskom scenom Rijeke ostatak stoljeća. Tiskara braće Karletzky prestala je s radom 1889. godine. Povijesne riječke novine iz te tiskare čuva u svom baštinskom fondu (digitalizirane) Sveučilišna knjižnica u Rijeci.